# Józef Marian Morozewicz
Józef Marian Morozewicz, né le 27 mars 1865 à Rzędziany et mort le 12 juin 1941 à Varsovie, est un scientifique, minéralogiste et pétrographe polonais.

## Biographie
Il est diplômé du « gymnase classique » de Łomża, puis de la Faculté de mathématiques et des sciences naturelles de l’université de Varsovie.
Après avoir reçu le diplôme de docteur ès-sciences il a entrepris des recherches sur la formation de minéraux dans des conditions artificielles.
En 1895 il prend part à une expédition scientifique pour explorer la Nouvelle-Zemble.
Entre 1895 et 1904 il a travaillé au Comité géologique de Saint-Pétersbourg. Il a participé à de nombreuses expéditions de recherche dans l'Oural, et dans les Îles Komandorski.
À partir de 1905, il est nommé directeur du département de minéralogie à l'université Jagellonne de Cracovie puis la même année professeur.
Dans cette même ville il a beaucoup œuvré à l’expansion et à la renommée du Collegium Maius (actuellement, le collège est le musée de l'université Jagellonne). Il a également été un des fondateurs de l'AZS Kraków (pl) (Association sportive universitaire de Cracovie).
En 1913, il est nommé par le ministère des Travaux publics à la présidence du Comité d'organisation de l'Académie des mines de Cracovie (AGH). Il assumera le rôle de directeur de l'Institut géologique d'État, du 1er juin 1921 au 1er janvier 1937 à Varsovie.
Il a été membre fondateur et premier président de la Ligue pour la conservation de la nature (Liga Ochrony Przyrody (pl)) (année 1928-1929).

## Honneurs
- Docteur honoris causa de l'université Jagellonne de Cracovie (1910)[1].
- Docteur honoris causa de l'École polytechnique de Varsovie (J931)

## Hommages
- Un minéral, la morozeviczite, sulphogermanate de plomb et de fer découvert en Pologne, lui a été dédié

## Travaux
On lui doit la description de plusieurs espèces de minéraux :
- grodnolite synonyme de carbonate-apatite
- lublinite : Variété de calcite[2]
- mariupolite (1902)[3]
- miedziankite : déclassée comme synonyme de tennantite[4]
- stellérite

En plus de travaux scientifiques on lui doit une autobiographie publiée en 1938.